# Malibrán de las Brujas
Malibrán de las Brujas är en ort i Mexiko.   Den ligger i kommunen Veracruz och delstaten Veracruz, i den sydöstra delen av landet, 300 km öster om huvudstaden Mexico City. Malibrán de las Brujas ligger 20 meter över havet och antalet invånare är 116.
Terrängen runt Malibrán de las Brujas är platt. Runt Malibrán de las Brujas är det ganska tätbefolkat, med 230 invånare per kvadratkilometer. Närmaste större samhälle är Veracruz, 6,4 km nordost om Malibrán de las Brujas. Trakten runt Malibrán de las Brujas består till största delen av jordbruksmark.